# Проводка (гистология)
Проводка — процесс дегидратации (обезвоживания) и обезжиривания фрагмента ткани и пропитки его парафином. Другими словами, жидкостная и жировая составляющая ткани замещается парафином. Для приготовления тонких гистологических срезов объекты уплотняют с помощью заливки в парафин, а поскольку он в воде не растворяется, кусочки фиксированной ткани предварительно необходимо обезводить.

## Значение проводки
Проводка обеспечивает уплотнение ткани, которое необходимо для получения срезов (если ткань будет излишне мягкой, то при микротомировании она будет «сминаться», образуя складки, разрывы и другие артефакты, делающие её непригодной к изучению). Является необходимым этапом подготовки микроскопического препарата и в большинстве случаев — наиболее долгим.Проводка осуществляется путем погружения и инкубацией образцов тканей в спиртах и органических растворителях, в результате чего происходит замещение полярных компонентов ткани (воды) на менее полярные спирты и неполярные углеводороды. Дальнейшее замещение углеводородов на парафин позволяет обеспечить уплотнение образца, что делает возможным получить достаточно тонкие срезы (4-6 мкм) при микротомировании.

## Методики проводки

### Дегидратация и обезжиривание
Для обезвоживания обычно служит набор (или батарея) спиртов повышающейся концентрации.
- Проводка с этиловым спиртом и ксилолом
- Проводка с этиловым спиртом и хлороформом
- Проводка с изопропанолом (чаще используют модифицированный изопропиловый спирт с присадками, например, тритоном, обеспечивающим лучшее проникновение реагента в ткани)[4].
- Проводка с использованием толуола, бензола, ацетона и другие кустарные варианты.

В настоящее время эти реагенты ввиду их высокой токсичности для персонала заменяются сочетанием 100% изопропанола и минерального масла. Важной технологической особенностью использования изопропанола  является необходимость существенного (до 1,5 раз) увеличение продолжительности проводки материала.
Методики обезвоживания отличаются продолжительностью. Значительно ускоряет процесс нагревание спиртов до 37-40 градусов С, кроме того увеличиваются обезжиривающие свойства спиртов, что важно при проводке богатых жирами тканей. Процессы диффузии можно усилить постоянным перемешиванием растворов, например с помощью магнитной мешалки.

### Пропитка
- Пропитка чистым парафином (в настоящее время не используется, так как парафин застывает с образованием кристаллов и при резке крошится)
- Пропитка парафиновой средой (парафиновой средой называют парафин с присадками — пчелиный, рисовый воск и др.). Может изготавливаться как вручную, путём многократного расплавления и перемешивания до достижения гомогенной массы, так и в заводских условиях.[7]
- Пропитка целлоидином. Метод считается относительно устаревшим, так как пригоден не для всех типов окраски (в том числе иммуногистохимии (ИГХ).

Нельзя превышать температуру парафина выше 62°С, так как некоторые готовые парафиновые смеси содержат полимеры, которые разрушаются от высокой температуры. Для получения наилучших результатов при проводке и заливке материала необходимо использовать парафин высокого качества. В настоящее время предлагается множество марок специализированного гранулированного парафина для гистологии. Основные качественные характеристики – температура плавления 56 градусов С, гомогенность , пластичность.
Проводка может производиться как вручную, так и при помощи автоматических  процессоров карусельного или вакуумного типов, обеспечивающих смену растворов, необходимую температуру и давление для наилучшей пропитки тканей реагентами. 

### Проводка вручную
Традиционно проводку осуществляли вручную, и в превалирующем количестве российских гистологических лабораторий метод используется до сих пор. Имеет ряд значительных недостатков: трудоемкость, длительность (до четырёх суток), испарение реагентов в воздух лаборатории (что небезопасно для сотрудников лаборатории, так как ксилолы образуют взрывоопасные паровоздушные смеси, вызывают острые и хронические поражения кроветворных органов, при контакте с кожей — дерматиты), а также нестабильное качество получаемой ткани, зависящее от человеческого фактора, а именно действий лаборанта. Кроме того, расход реагентов при проводке вручную намного выше, чем при автоматической, — как за счет испарения, так и за счет меньшей эффективности.
Типичная схема проводки ручным методом:
| 1.  | Проточная фильтровальная вода        | 30 мин  |
| 2.  | Изопропанол 1                        | 60 мин  |
| 3.  | Изопропанол 2                        | 60 мин  |
| 4.  | Изопропанол 3                        | 60 мин  |
| 5.  | Изопропанол 4                        | 60 мин  |
| 6.  | Изопропанол 5                        | 90 мин  |
| 7.  | Изопропанол: минеральное масло - 5:1 | 90 мин  |
| 8.  | Изопропанол: минеральное масло - 2:1 | 90 мин  |
| 9.  | Минеральное масло                    | 360 мин |
| 10. | Парафин 1                            | 60 мин  |
| 11. | Парафин 2                            | 60 мин  |
| 12. | Парафин 3                            | 60 мин  |

### Автоматическая проводка
Основная статья: Гистопроцессор
Существуют аппараты — гистопроцессоры, имеющие закрытый контур и таким образом не допускающие испарений в воздух лаборатории. Путём использования гистопроцессоров также можно значительно уменьшить время проводки по сравнению с ручным методом (до одного часа при использовании гистопроцессора Donatello Fast) за счет применения вакуум-инфильтрационной методики.
Типичная схема проводки на гистопроцессоре для образцов не более 4 мм:
| 1  | 70% этанол  | 15 мин |
| 2  | 90% этанол  | 15 мин |
| 3  | 100% этанол | 15 мин |
| 4  | 100% этанол | 15 мин |
| 5  | 100% этанол | 30 мин |
| 6  | 100% этанол | 45 мин |
| 7  | Ксилол      | 20 мин |
| 8  | Ксилол      | 20 мин |
| 9  | Ксилол      | 45 мин |
| 10 | Парафин     | 30 мин |
| 11 | Парафин     | 30 мин |
| 12 | Парафин     | 45 мин |